# NGC 2136
NGC 2136 (другое обозначение — ESO 57-SC48) — рассеянное скопление в созвездии Золотая Рыба.
Этот объект входит в число перечисленных в оригинальной редакции «Нового общего каталога».
NGC 2136 и NGC 2137 является типичной двойной системой скоплений Большого Магелланова облака. Центры тяжести скоплений разделяет угловое расстояние всего 1,4'. Скопления имеют сходные системные радиальные скорости и металличность (для NGC 2136 [Fe/H]=-0,40±0,01, для NGC 2136 и [Fe/H]=0,39±0,01 у NGC 2137). Это говорит о том, что скопления образовались в одном и том же химически однородном молекулярном облаке.